# Katrin Sommer
Katrin Antje Sommer (* 1971 in Leipzig) ist eine deutsche Chemiedidaktikerin und Inhaberin des Lehrstuhls für Chemiedidaktik der Ruhr-Universität Bochum. Sie forscht zu Schulexperimenten und im Speziellen zu Modellexperimenten sowie zum außerschulischen Lernen mit dem Schwerpunkt Erkenntnisgewinnung.

## Leben
Katrin Sommer begann 1990 ihr Gymnasiallehramtsstudium für Chemie und Biologie an der Universität Leipzig, dass sie 1995 mit dem ersten Staatsexamen abschloss. An das darauffolgende Referendariat am Gymnasium Engelsdorf mit Abschluss des zweiten Staatsexamens schloss sie 1997 eine Promotion im Fach Didaktik der Chemie an der Friedrich-Alexander-Universität Erlangen-Nürnberg an. Im Jahr 2000 wurde sie zur Dr. rer. nat. promoviert mit ihrer Dissertation zum Thema „Substitute für Hauptnährstoffe – Neue Impulse aus der Lebensmittelchemie für einen zeitgemäßen Chemieunterricht – dargestellt am beispiel Inulin“. Sommer war anschließend als Postdoc an der Universität Erlangen-Nürnberg tätig und begann ihre Habilitation. Von 2000 bis 2001 arbeitete sie als Postdoc beim Gesamtverband der Aluminiumindustrie, im Rahmen eines Drittmittelprojektes. Im Jahr 2004 habilitierte sie sich mit der Habilitationsschrift zum Thema „Vom Anfangsunterricht zum Hochschulpraktikum – Fachmethoden der Chemie als Leitlinie(n)“. Parallel zur Habilitation arbeitete sie befristet als Lehrerin am Ehrenbürg-Gymnasium beziehungsweise am Pirckheimer-Gymnasium Nürnberg.
Von Juni bis August 2004 vertrat sie zunächst die Professur für Didaktik der Chemie an der Ruhr-Universität in Bochum, bis sie die Professur im September 2004 übernahm. Einen Ruf an die Carl von Ossietzky Universität Oldenburg lehnte sie ab und ist seit 2011 W3-Professorin in Bochum.

## Forschungsgebiete
Die Arbeitsgruppe um Katrin Sommer beschäftigt sich unter anderem mit Untersuchungen zum Verständnis von Fachmethoden und Modellexperimenten. Aus diesen Arbeiten sind unter anderem das ausgezeichnete Lehr- und Lernprojekt Kemie hervorgegangen.

## Auszeichnungen und Preise
- 2016: Polytechnik-Preis der Stiftung Polytechnische Gesellschaft[3]
- 2001: Manfred und Wolfgang Flad-Preis der Fachgruppe Chemieunterricht der Gesellschaft Deutscher Chemiker[4]
- 2001–2004: Habilitationsstipendium aus dem Hochschul- und Wissenschaftsprogramm zur Förderung der Chancengleichheit
- 1998–2000: Promotionsstipendium der Studienstiftung des deutschen Volkes
- 1998: Promotionsstipendium des Freistaat Bayern

## Publikationen (Auswahl)
- mit Judith Wambach-Laicher, Peter Pfeifer (Hrsg.): Konkrete Fachdidaktik Chemie: Grundlagen für das Lernen und Lehren im Chemieunterricht (= Unterricht Chemie). 3.  Auflage. Aulis, Hannover 2025, ISBN 978-3-7614-2970-9.
- mit Lena Finger, Vanessa van den Bogaert, Laura Schmidt, Jens Fleischer, Marc Stadtler, Joachim Wirth: The science of citizen science: a systematic literature review on educational and scientific outcomes. In: Frontiers in Education. Band 8, 24. August 2023, ISSN 2504-284X, doi:10.3389/feduc.2023.1226529.
- mit Thomas Philipp Schröder, Christian Georg Strippel, Jan Kath: Validation of High School Experiments Using a Round Robin Test: Determination of the Explosiveness of Dusts. In: Journal of Chemical Education. Band 100, Nr. 5, 9. Mai 2023, ISSN 0021-9584, S. 1852–1857, doi:10.1021/acs.jchemed.2c01004.
- mit L. Finger, V. van den Bogaert, J. Fleischer, J. Raimann, J. Wirth: Das Schülerlabor als Ort authentischer Wissenschaftsvermittlung? Entwicklung und Validierung eines Fragebogens zur Erfassung der Authentizitätswahrnehmung der Wissenschaftsvermittlung im Schülerlabor. In: Zeitschrift für Didaktik der Naturwissenschaften. Band 28, Nr. 1, 1. April 2022, ISSN 2197-988X, S. 2, doi:10.1007/s40573-022-00139-4.
- mit Petra Kring, Christian Georg Strippel, Katharina Emmerich: Methodenwissen über den Weg der Erkenntnisgewinnung – explizit und Schritt für Schritt. Ein Vermittlungskonzept mit dem Lernziel „Erkenntnisgewinnung“. In: CHEMKON. Band 29, Nr. 5, 2022, ISSN 1521-3730, S. 375–381, doi:10.1002/ckon.202000042.
- mit Adrian Russek, Helma Kleinhorst: KEMIE: Kinder Erleben Mit Ihren Eltern Chemie. In: CHEMKON. Band 17, Nr. 4, 2010, ISSN 1521-3730, S. 175–182, doi:10.1002/ckon.201010137.